# Phaenomonas
Phaenomonas – rodzaj ryb promieniopłetwych z podrodziny Ophichthinae w obrębie rodziny żmijakowatych (Ophichthidae).

## Rozmieszczenie geograficzne
Do rodzaju należą gatunki występujące w wodach w Morza Czerwonego, Indo-Pacyfiku i wschodniego Oceanu Atlantyckiego.

## Morfologia
Długość ciała do 59 cm; brak danych dotyczących masy ciała.

## Systematyka
Rodzaj zdefiniowała w 1941 roku para amerykańskich ichtiologów George Sprague Myers i Charles Bryant Wade, w artykule poświęconym czterem nowym rodzajom i dziesięciu nowym gatunkom węgorzy z wybrzeża Oceanu Spokojnego w tropikalnej części Ameryki, opublikowanym w raporcie z ekspedycji Allana Hancocka po Oceanie Spokojnym w latach 1932–1940. Gatunkiem typowym jest (oryginalne oznaczenie (również monotypowe)) P. pinnata.

### Etymologia
- Phaenomonas: gr. φανερoς phaneros ‘widoczny’, od φαινω phainō ‘pokazać’; μονας monas, μοναδος monados ‘pojedynczy’[4].
- Microrhynchus: gr. μικρος mikros ‘mały’[5]; ῥυγχος rhunkhos ‘pysk, ryj, dziób’[6]. Gatunek typowy (oryginalne oznaczenie): Sphagebranchus foresti Cadenat & Roux, 1964 (= Callechelys longissimus Cadenat & Marchal, 1963).

### Podział systematyczny
Do rodzaju należą następujące gatunki:
- Phaenomonas cooperae Palmer, 1970
- Phaenomonas longissima (Cadenat & Marchal, 1963)
- Phaenomonas pinnata Myers & Wade, 1941